# Никитиха (Шумилинский район)
Никитиха (бел. Мікі́ціха) — агрогородок в Шумилинском районе Витебской области Республики Беларусь. Административный центр Ловжанского сельсовета.

## География
Расположен в 10 км на запад от Шумилино, 55 км от Витебска, на автодороге Р-20. Железнодорожная станция Ловша.

## История
В 2008 году деревня Никитиха преобразована в агрогородок.

## Население

### Численность
- 2009 год — 879 жителей

### Динамика
- 1999 год — 1 028 жителей, 380 дворов (перепись населения)
- 2009 год — 879 жителей (перепись населения)[4]

## Инфраструктура
- Амбулатория общей практики УЗ "Шумилинская центральная районная библиотека"
- ГУО "Никитихинская средняя школа имени Героя Советского Союза Н. А. Лоскунова Шумилинского района"

## Культура
- Дом культуры
- Библиотека
- Музей ГУО "Никитихинская средняя школа имени Героя Советского Союза Н. А. Лоскунова Шумилинского района"

## Достопримечательность
- Братская могила советских воинов
- Церковь во имя Св. Никиты (2016)

### Памятник, скульптура
- Мемориальная доска Герою Советского Союза Н. А. Лоскунову (2022). Установлена на здании средней школы.

### Утраченное наследие
- Свято-Успенская церковь (конец XIX века)